# Phyllanthus leptoclados
Phyllanthus leptoclados là một loài thực vật có hoa trong họ Diệp hạ châu. Loài này được Benth. miêu tả khoa học đầu tiên năm 1861.

## Hình ảnh

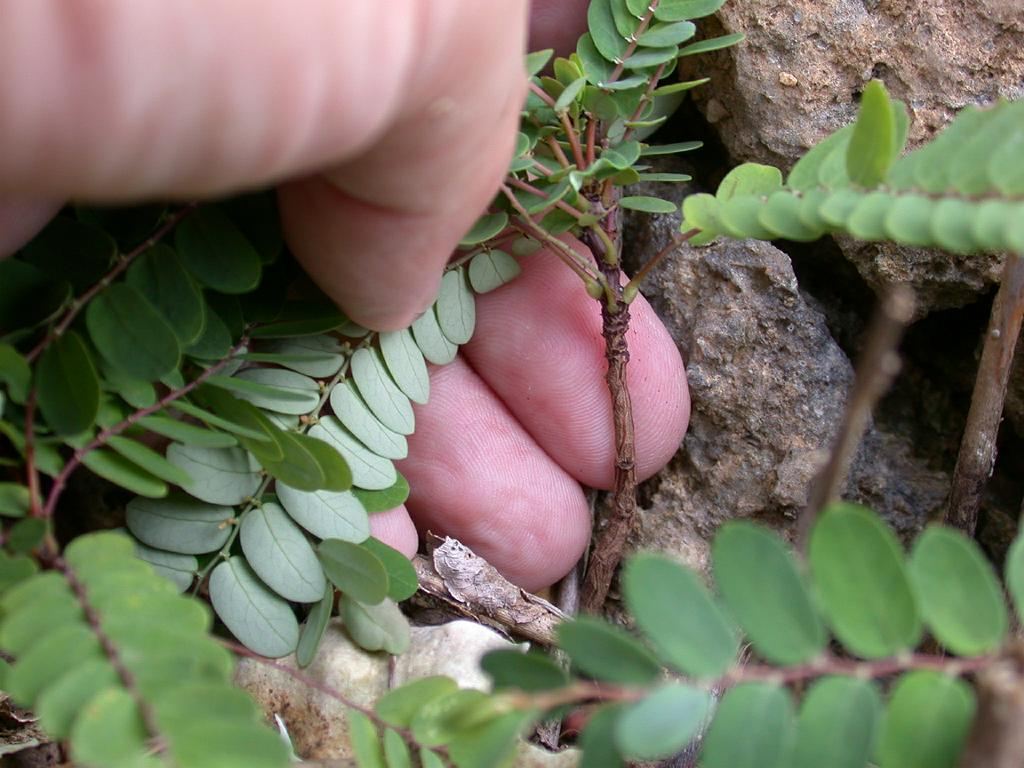
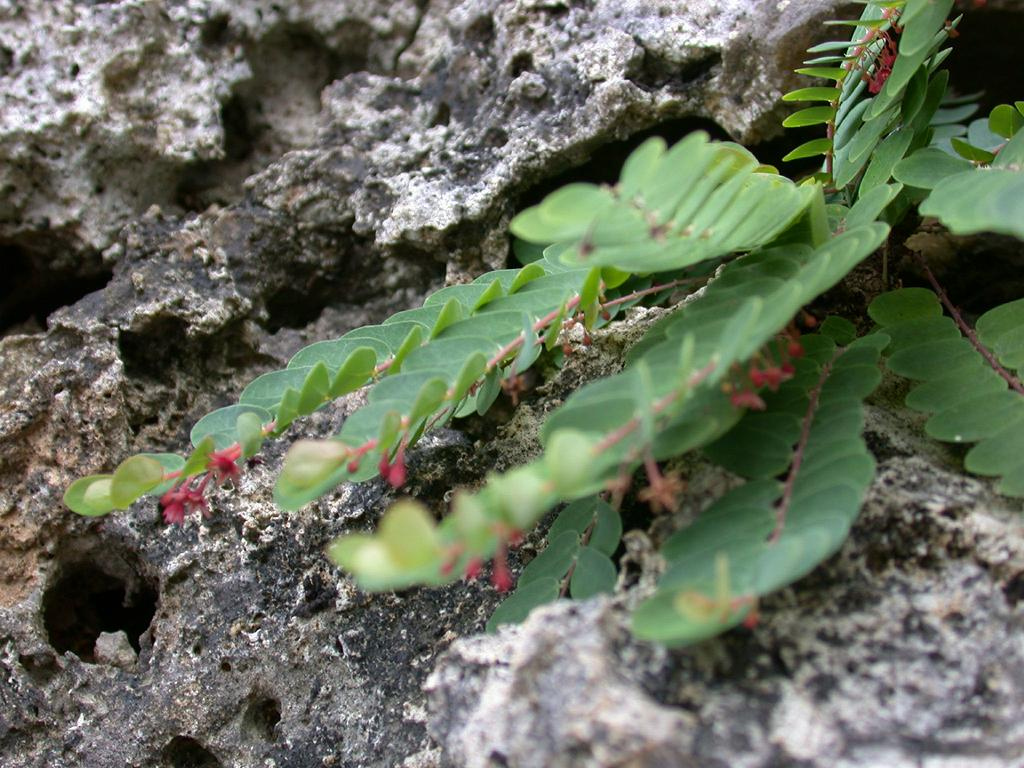